# Groupement I/8 de Gendarmerie mobile
Le groupement I/8 était un groupement de Gendarmerie mobile implanté à Dijon (Côte-d'Or). Il appartenait à la 8e Légion de Gendarmerie mobile de Dijon qui a été dissoute en 2000.
Il comportait 5 escadrons situés en Bourgogne. Dissous en juillet 2000, il renaît sous l'appellation de Groupement IV/7 à la même date.

## Implantation des unités
- EGM 11/8 à Dijon devenu EGM 41/7 en juillet 2000
- EGM 12/8 à Dijon devenu EGM 42/7 en juillet 2000
- EGM 13/8 à Decize devenu EGM 43/7 en juillet 2000
- EGM 14/8 à Beaune devenu EGM 44/7 en juillet 2000
- EGM 15/8 à Auxerre devenu EGM 45/7 en juillet 2000

## Appellations
- Groupement I/8 de Gendarmerie mobile (depuis 1991)